# Bandiera della Norvegia
La bandiera norvegese è rossa, con una croce blu bordata in bianco che si estende fino ai bordi della bandiera; la parte verticale della croce è spostata verso il lato dell'asta, nello stile della Dannebrog, la bandiera della Danimarca. Le proporzioni degli elementi della bandiera sono in larghezza di 6-1-2-1-12 e in altezza di 6-1-2-1-6.

## Storia
A partire dal XVI secolo, e fino al 1814 la Norvegia utilizzò la stessa bandiera della Danimarca, in quanto era in unione con tale nazione. Nel 1814, la Norvegia venne unificata alla Svezia, e nel 1815 venne disegnata una bandiera per i due paesi, la bandiera svedese con una croce bianca su sfondo rosso nell'angolo superiore sinistro. Ma i norvegesi, che nel 1814 avevano creato la loro costituzione, volevano anche una loro bandiera, e l'attuale bandiera norvegese venne disegnata a questo scopo nel 1821, da Fredrik Meltzer, imprenditore e politico norvegese, della città di Bergen. 
Inizialmente tale bandiera venne resa illegale per l'utilizzo sulle navi, perché navigare sotto una bandiera poco familiare avrebbe potuto comportare rischi legati alla pirateria, ma barche e navi che non si allontanavano troppo dalla costa utilizzavano la bandiera norvegese.
Nel 1844 venne approvata una legge che stabilì l'obbligo per le bandiere norvegese e svedese di recare nell'angolo superiore sinistro il "marchio d'unione", o Sildesalaten, ad indicare l'unione. 
Nel 1899 la bandiera norvegese come la conosciamo oggi divenne la bandiera nazionale ufficiale della Norvegia.

## Simbolismo
Fredrik Meltzer sentiva che la bandiera dovesse portare una croce cristiana, simile a quella di altre nazioni scandinave (Svezia e Danimarca). Molte nazioni libere usavano i colori rosso, bianco e blu e quindi questi vennero usati nella bandiera. Meltzer prese anche in considerazione i colori delle bandiere delle nazioni confinanti. La Danimarca aveva il rosso, che venne incluso nella bandiera norvegese, mentre la Svezia aveva il blu, e anche questo colore venne usato.
La forma di ispira all'araldica della croce filettata (o bordata), trasposta in orizzontale.

## Colori e proporzioni
I colori ufficiali della bandiera sono fissati col sistema Pantone, e sono PMS 200 per il rosso e PMS 281 per il blu, approssimabili ai valori RGB #BA0C2F e #00205B.
Le proporzioni sono diverse per le due bandiere.

## Bandiere storiche

Probabile bandiera dell'Antico Regno di Norvegia. Uso confermato dal 1318 a circa il XIX secolo, probabilmente molto più antica.
Probabile bandiera dell'Unione di Kalmar 1397-1523 (non confermato).
Bandiera della Danimarca-Norvegia circa 1536-1814. Dal 1748 l'unica bandiera mercantile approvata.
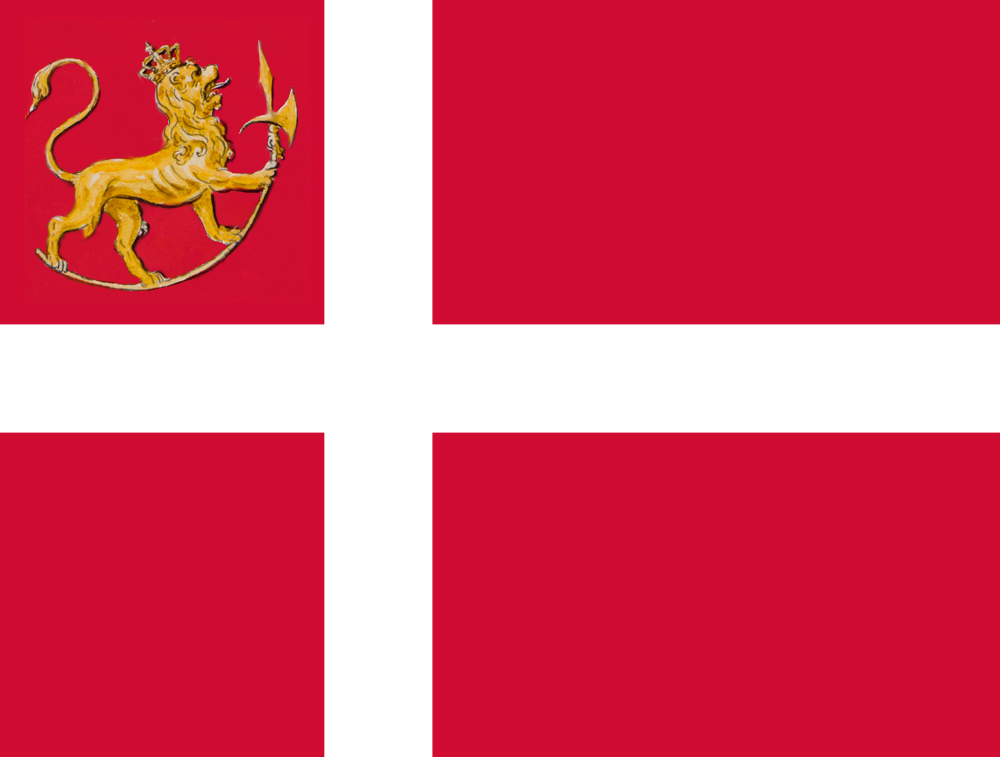
Bandiera di Norvegia 1814-1821. Sulle navi solo a nord di Capo Finisterre, Spagna. Le due seguenti bandiere furono usate a non grande distanza.
Bandiera usata dalle navi Norvegesi a sud di Capo Finisterre 1815-1818, opzionale fino al 1821.
Bandiera usata dalle navi Norvegesi a sud di Capo Finisterre, Spagna 1818-1844. Dal 1821 fu usata là anche dalle navi Svedesi.
Bandiera di Norvegia 1821-1844. Sulle navi solo a nord di Capo Finisterre, Spagna; fino al 1838.
Bandiera della Norvegia dal 1844 al 1899.
Bandiera della Norvegia dal 1899 ad oggi.